# Callimation
Callimation es un género de escarabajos longicornios.

## Especies
- Callimation apicale Aurivillius, 1908
- Callimation corallinum Fiedler, 1939
- Callimation pontificum Thomson, 1857
- Callimation venustum Guérin-Méneville, 1844